# Cantó de Lió-XII
El cantó de Lió-XII és un antic cantó francès del departament del Roine, situat al districte de Lió. Compta part del municipi de Lió. Va existir de 2001 a 2014.

## Municipis
- Comprèn la part occidental del 8è districte de Lió limitat a l'est per la rue del Professeur Sisley, l'avinguda dels Frères Lumière, la rue Saint-Maurice, la rue Saint-Mathieu, la rue Villon, la rue Marius Berliet, la plaça de l'11 de novembre de 1918, l'avinguda Paul Santy, la rue del Professeur Beauvisage i el boulevard des États-Unis. Comprèn els barris de États-Unis, Le Grand Trou, Moulin à Vent, i la part oest dels barris de Monplaisir (Ville) i Le Bachut.

| Data d'elecció | Identitat           | Partit           | Qualitat |
| -------------- | ------------------- | ---------------- | -------- |
| 2001-2004      | Henri Vianay        | RPR, després UMP |          |
| 2004-2008      | Jean-Louis Touraine | PS               |          |
| 2008-2014      | Louis Pelaez        | PRG              |          |